# Cukrownik turkusowy
Cukrownik turkusowy (Dacnis hartlaubi) – gatunek małego ptaka z rodziny tanagrowatych (Thraupidae). Występuje w Ameryce Południowej, jest endemitem Kolumbii. W Czerwonej księdze gatunków zagrożonych IUCN klasyfikowany jest jako gatunek bliski zagrożenia (NT, Near Threatened).

## Systematyka
Pierwszego naukowego opisu gatunku dokonał angielski przyrodnik Philip Lutley Sclater w 1855 roku, nadając mu nazwę  Dacnis hartlaubi. Opis ukazał się na łamach czasopisma „Proceedings of the Zoological Society of London”. Autor jako miejsce typowe wskazał Nową Grenadę. Nie wyróżnia się podgatunków.

### Etymologia
- Dacnis: greckie δακνις daknis – rodzaj ptaka z Egiptu, dotychczas niezidentyfikowany, wymieniony przez Hezychiusza i Pompejusza Festusa[10].
- hartlaubi: na cześć niemieckiego ornitologa Carla Johanna Gustava Hartlauba[11].

## Morfologia
Mały ptak o krótkim, stożkowym, ostro zakończonym i lekko zaokrąglonym czarniawym dziobie; górna szczęka nieco dłuższa. Nogi ciemnoszare. Tęczówki w kolorze pomarańczowożółtym. Występuje dymorfizm płciowy. Samce są głównie turkusowe i czarne. Górna część głowy turkusowa, to ubarwienie rozciąga się aż do karku. Od dzioba, wokół oka występuje czarna maska, która rozszerza się w kierunku szyi i łączy z czarno ubarwionymi barkówkami. Na gardle i podgardlu wąski czarny śliniak. Reszta głowy, szyi, pierś, brzuch, boki, grzbiet, kuper i pokrywy ogonowe i podogonowe turkusowe. Skrzydła i krótki ogon czarne. Na skrzydłach kilka lotek z turkusowymi zakończeniami. Samice ubarwione bardziej jednolicie, przeważają kolory brązowawe, na pokrywach skrzydeł i ogonie ciemniejsze. Dolne części ciała bladoszare i płowożółte. Młode osobniki nie zostały opisane. Długość ciała 11–11,4 cm, masa ciała nie jest opisana.

## Zasięg występowania
Cukrownik turkusowy występuje na niewielkim obszarze w Kolumbii na terenach położonych na wysokości od 300 m n.p.m. do 2200 m n.p.m., jednak sporadycznie spotykany jest także na wysokościach dochodzących do 2845 m n.p.m. Jego zasięg występowania, według szacunków organizacji BirdLife International, obejmuje około 98,3 tys. km². Występuje punktowo na stokach Andów w departamentach Valle del Cauca, Antioquia, Boyacá, Cundinamarca, Huila, Quindío, Risaralda i Santander.

## Ekologia
Jego głównym habitatem są wilgotne górskie lasy tropikalne. Gatunek ten zasiedla obrzeża lasów, zarówno pierwotnych, jak i wtórnych. Sporadycznie występuje na plantacjach kawy sąsiadujących z lasami. Obserwowany jest zazwyczaj w gęstych koronach drzew. Jest gatunkiem osiadłym. Długość pokolenia jest określana na 2,3 roku. Nie ma wielu informacji o odżywianiu cukrownika turkusowego, ale prawdopodobnie jest on gatunkiem wszystkożernym. Jego dieta składa się z owoców, nektaru i owadów. Żeruje głównie w koronach drzew. Zazwyczaj obserwowany jest samotnie, ale występuje także w małych grupach tego samego gatunku lub w stadach mieszanych.

### Rozmnażanie
Brak informacji na ten temat. Samiec w kondycji lęgowej został odłowiony w sierpniu w departamencie Cundinamarca. W marcu 2012 roku w departamencie Risaralda odkryto gniazdo na drzewie akacji, wkrótce potem obserwowano dwa podloty.

## Status
W Czerwonej księdze gatunków zagrożonych IUCN cukrownik turkusowy od 2024 roku jest klasyfikowany jako gatunek bliski zagrożenia (NT, Near Threatened); wcześniej uznawano go za gatunek narażony (VU, Vulnerable). Liczebność populacji jest szacowana na 2500–9999 dorosłych osobników; ptak ten opisywany jest jako zazwyczaj rzadki. Trend populacji uznawany jest za powolnie spadkowy, z powodu zagrożeń związanych ze zmniejszaniem się habitatu.